# Lijst van voetbalinterlands Malta - Noorwegen
Deze lijst van voetbalinterlands is een overzicht van alle officiële voetbalwedstrijden tussen de nationale teams van Malta en Noorwegen. De landen hebben tot op heden twaalf keer tegen elkaar gespeeld. De eerste ontmoeting was een vriendschappelijke wedstrijd in Gżira op 5 november 1961. Het laatste duel, een kwalificatiewedstrijd voor het Europees kampioenschap voetbal 2020, vond plaats op 18 november 2019 in Ta' Qali.

## Wedstrijden
| №  | Plaats    | Datum            | Competitie           | Wedstrijd         | Uitslag |
| -- | --------- | ---------------- | -------------------- | ----------------- | ------- |
| 1  | Gżira     | 5 november 1961  | Vriendschappelijk    | Malta − Noorwegen | 1 − 1   |
| 2  | Trondheim | 3 juli 1962      | Vriendschappelijk    | Noorwegen − Malta | 5 − 0   |
| 3  | Ta' Qali  | 7 februari 1990  | Vriendschappelijk    | Malta − Noorwegen | 1 − 1   |
| 4  | Ta' Qali  | 14 december 1994 | EK 1996 kwalificatie | Malta − Noorwegen | 0 − 1   |
| 5  | Oslo      | 7 juni 1995      | EK 1996 kwalificatie | Noorwegen − Malta | 2 − 0   |
| 6  | Ta' Qali  | 9 februari 2005  | Vriendschappelijk    | Malta − Noorwegen | 0 − 3   |
| 7  | Oslo      | 2 juni 2007      | EK 2008 kwalificatie | Noorwegen − Malta | 4 − 0   |
| 8  | Ta' Qali  | 21 november 2007 | EK 2008 kwalificatie | Malta − Noorwegen | 1 − 4   |
| 9  | Ta' Qali  | 10 oktober 2014  | EK 2016 kwalificatie | Malta − Noorwegen | 0 − 3   |
| 10 | Oslo      | 10 oktober 2015  | EK 2016 kwalificatie | Noorwegen − Malta | 2 − 0   |
| 11 | Oslo      | 5 september 2019 | EK 2020 kwalificatie | Noorwegen − Malta | 2 − 0   |
| 12 | Ta' Qali  | 18 november 2019 | EK 2020 kwalificatie | Malta − Noorwegen | 1 – 2   |

## Samenvatting
| Competitie        | Totaal gespeeld | Winst Malta | Gelijk | Winst Noorwegen | Doelsaldo Malta – Noorwegen |
| ----------------- | --------------- | ----------- | ------ | --------------- | --------------------------- |
| EK-kwalificatie   | 8               | 0           | 0      | 8               | 2 − 20                      |
| Vriendschappelijk | 4               | 0           | 2      | 2               | 2 − 10                      |
| Totaal            | 12              | 0           | 2      | 10              | 4 − 30                      |

## Details

### Derde ontmoeting
| Vriendschappelijk (Ta' Qali, Malta, 7 februari 1990): |       |                      |
| Malta                                                 | 1 – 1 | Noorwegen            |
| Raymond Vella 38'                                     | goals | 22' Jan Åge Fjørtoft |
| - Debuut van Joe Falzon (02/10/1969) voor Malta.      |       |                      |

### Vierde ontmoeting
| EK 1996 kwalificatie (Ta' Qali, Malta, 14 december 1994): |       |                      |
| Malta                                                     | 0 – 1 | Noorwegen            |
|                                                           | goals | 11' Jan Åge Fjørtoft |

### Vijfde ontmoeting
| EK 1996 kwalificatie (Oslo, Noorwegen, 7 juni 1995): |       |       |
| Noorwegen                                            | 2 – 0 | Malta |
| Jan Åge Fjørtoft 43' Jostein Flo 88'                 | goals |       |

### Negende ontmoeting
| EK 2016 kwalificatie (scheidsrechter Anthony Gautier, Ta' Qali, 10 oktober 2014):                                                                                 |              | |
| Malta | 0 – 3        | Noorwegen |
| | goals        | 22' Mats Møller Dæhli 26' Joshua King 49' Joshua King |
| Pietro Ghedin | bondscoach   | Per-Mathias Høgmo |
| Andrew Hogg Andrei Agius Ryan Camilleri Clayton Failla Raul Fenech Roderick Briffa 72' Ryan Fenech 72' Michael Mifsud Zach Muscat André Schembri 85' Rowen Muscat | opstellingen | Ørjan Nyland Vegard Forren Martin Linnes 77' Alexander Tettey 62' Per Ciljan Skjelbred Håvard Nordtveit Omar Elabdellaoui Mats Møller Dæhli Tarik Elyounoussi Stefan Johansen 75' Joshua King |
| Justin Grioli 72' Bjorn Kristensen 72' Terence Vella 85' | wissels      | 62' Jone Samuelsen 75' Håvard Nielsen 77' Harmeet Singh |
| Andrei Agius 69' | gele kaarten | |
| - Debuut van Justin Grioli (Balzan Youths FC) voor Malta. |              | |

Malta Football Association · A-internationals · Bondscoaches · Statistieken · Maltees vrouwenelftal · Malta U21 · Malta U20 · Malta U19 · Malta U18 · Malta U17 · Malta U16
1957 – 1959 ·
1960 – 1969 ·
1970 – 1979 ·
1980 – 1989 ·
1990 – 1999 ·
2000 – 2009 ·
2010 – 2019 ·
2020 − 2029
1957 · 
1958 · 
1959 · 
1960 · 
1961 · 
1962 · 
1963 · 
1964 · 
1965 · 
1966 · 
1967 · 1968 · 
1969 · 
1970 · 
1971 · 
1972 · 
1973 · 
1974 · 
1975 · 
1976 · 
1977 · 
1978 · 
1979 · 
1980 · 
1981 · 
1982 · 
1983 · 
1984 · 
1985 · 
1986 · 
1987 · 
1988 · 
1989 · 
1990 ·
1991 · 
1992 · 
1993 · 
1994 · 
1995 · 
1996 · 
1997 · 
1998 · 
1999 · 
2000 · 
2001 · 
2002 · 
2003 · 
2004 · 
2005 · 
2006 · 
2007 · 
2008 · 
2009 · 
2010 · 
2011 · 
2012 · 
2013 · 
2014 · 
2015 · 
2016 ·
2017 ·
2018 ·
2019 ·
2020 ·
2021 ·
2022
Albanië ·
Algerije ·
Andorra ·
Angola ·
Armenië ·
Azerbeidzjan ·
België ·
Bosnië en Herzegovina · 
Bulgarije ·
Canada ·
Centraal-Afrikaanse Republiek ·
Cyprus ·
DDR ·
Denemarken ·
Duitsland ·
Egypte ·
Engeland ·
Estland ·
Faeröer ·
Finland ·
Frankrijk ·
Gabon ·
Georgië ·
Gibraltar · 
Griekenland ·
Hongarije ·
Ierland ·
IJsland ·
Indonesië ·
Israël ·
Italië ·
Japan ·
Joegoslavië ·
Jordanië ·
Kaapverdië ·
Kazachstan ·
Koeweit ·
Kosovo ·
Kroatië ·
Letland ·
Libanon ·
Libië ·
Liechtenstein ·
Litouwen ·
Luxemburg ·
Moldavië ·
Nederland ·
Noord-Ierland ·
Noord-Macedonië ·
Noorwegen ·
Oekraïne ·
Oostenrijk ·
Polen ·
Portugal ·
Qatar ·
Roemenië ·
Rusland ·
San Marino ·
Schotland ·
Slovenië ·
Slowakije ·
Spanje ·
Thailand ·
Tsjechië ·
Tsjecho-Slowakije ·
Tunesië · 
Turkije · 
Venezuela · 
Verenigde Arabische Emiraten ·
Verenigde Staten ·
Wales ·
Wit-Rusland ·
Zuid-Afrika ·
Zuid-Korea ·
Zweden ·
Zwitserland
NFF · A-internationals · Selecties · Bondscoaches · Noors vrouwenelftal · Olympisch elftal · Noorwegen U21 · Noorwegen U20 · Noorwegen U19 · Noorwegen U18 · Noorwegen U17 · Noorwegen U16 · Vrouwen U17
1908 – 1919 ·
1920 – 1929 ·
1930 – 1939 ·
1940 – 1949 ·
1950 – 1959 ·
1960 – 1969 ·
1970 – 1979 ·
1980 – 1989 ·
1990 – 1999 ·
2000 – 2009 ·
2010 – 2019 ·
2020 − 2029
EK 2000
WK 1938 ·
WK 1994 ·
WK 1998
OS 1912 · 
OS 1920 · 
OS 1936 · 
OS 1952 · 
OS 1984
1908 ·
1909 ·
1910 ·
1911 ·
1912 · 
1913 · 
1914 · 
1915 · 
1916 · 
1917 · 
1918 · 
1919 · 
1920 · 
1921 · 
1922 · 
1923 · 
1924 · 
1925 · 
1926 · 
1927 · 
1928 · 
1929 · 
1930 · 
1931 · 
1932 · 
1933 · 
1934 · 
1935 · 
1936 · 
1937 · 
1938 · 
1939 · 
1940 – 1944 · 
1945 · 
1946 · 
1947 · 
1948 · 
1949 · 
1950 · 
1952 · 
1952 · 
1953 · 
1954 · 
1955 · 
1956 · 
1957 · 
1958 · 
1959 · 
1960 · 
1961 · 
1962 · 
1963 · 
1964 · 
1965 · 
1966 · 
1967 · 
1968 · 
1969 · 
1970 · 
1971 · 
1972 · 
1973 · 
1974 · 
1975 · 
1976 · 
1977 · 
1978 · 
1979 · 
1980 · 
1981 · 
1982 · 
1983 · 
1984 · 
1985 · 
1986 · 
1987 · 
1988 · 
1989 · 
1990 ·
1991 · 
1992 · 
1993 · 
1994 · 
1995 · 
1996 · 
1997 · 
1998 · 
1999 · 
2000 · 
2001 · 
2002 · 
2003 · 
2004 · 
2005 · 
2006 · 
2007 · 
2008 · 
2009 · 
2010 · 
2011 · 
2012 · 
2013 · 
2014 · 
2015 · 
2016 · 
2017 · 
2018 ·
2019 ·
2020 ·
2021 ·
2022 ·
2023 ·
2024
Albanië ·
Argentinië ·
Armenië ·
Australië ·
Azerbeidzjan ·
Bahrein ·
België ·
Bermuda ·
Bosnië en Herzegovina ·
Brazilië ·
Bulgarije ·
China ·
Colombia ·
Costa Rica ·
Cyprus ·
Denemarken ·
DDR ·
Duitsland ·
Egypte ·
Engeland ·
Estland ·
Faeröer ·
Finland ·
Frankrijk ·
Georgië ·
Ghana ·
Gibraltar ·
Grenada ·
Griekenland ·
Guatemala ·
Honduras ·
Hongarije ·
Hongkong ·
Ierland ·
IJsland ·
Israël ·
Italië ·
Jamaica ·
Japan ·
Joegoslavië ·
Jordanië ·
Kameroen ·
Kazachstan ·
Koeweit ·
Kosovo ·
Kroatië ·
Letland ·
Litouwen ·
Luxemburg ·
Malta ·
Marokko ·
Mexico ·
Moldavië ·
Montenegro ·
Nederland ·
Nieuw-Zeeland ·
Nigeria ·
Noord-Ierland ·
Noord-Korea ·
Noord-Macedonië ·
Oekraïne ·
Oman ·
Oostenrijk ·
Panama ·
Paraguay ·
Polen ·
Portugal ·
Qatar ·
Roemenië ·
Rusland ·
Saarland ·
San Marino ·
Saoedi-Arabië ·
Schotland ·
Senegal ·
Servië ·
Servië en Montenegro ·
Singapore ·
Slovenië ·
Slowakije ·
Sovjet-Unie ·
Spanje ·
Thailand ·
Trinidad en Tobago ·
Tsjechië ·
Tsjecho-Slowakije ·
Tunesië ·
Turkije ·
Uruguay ·
Verenigde Arabische Emiraten ·
Verenigde Staten ·
Verenigd Koninkrijk ·
Wales ·
Wit-Rusland ·
Zuid-Afrika ·
Zuid-Korea ·
Zweden ·
Zwitserland